# Festival de Jazz de Chicago
El Festival de Jazz de Chicago es un festival de jazz anual de cuatro días de duración y con entrada gratuita que se celebra en el Millennium Park de Chicago. Está dirigido por el Departamento de Asuntos Culturales y Eventos Especiales y programado con la ayuda del Instituto de Jazz de Chicago durante el fin de semana del Día del Trabajo, integrando artistas locales e internacionales que tocan muchas formas de música jazz.

## Evento inaugural
Poco después de la muerte de Duke Ellington en 1974, se organizó un festival en su honor en Grant Park. Asistieron más de 10.000 aficionados al jazz y se convirtió en un evento anual que atrajo a multitudes de hasta 30.000 personas. En 1978, otro grupo organizó un festival en Grant Park en honor a John Coltrane. En 1979, el Instituto de Jazz de Chicago comenzó los preparativos para su propio Festival en Grant Park, que habría dado lugar a la celebración de tres festivales de jazz separados en Grant Park a finales de agosto, la Oficina de Eventos Especiales del alcalde intervino se unió al grupo. Ese primer Festival de Jazz de Chicago incluyó una Noche de Ellington, una Noche de Coltrane y otros cinco programas elaborados por el Instituto de Jazz de Chicago. Celebrada en el nuevo Petrillo Music Shell de Grant Park, los artistas de la primera temporada incluyeron: Von Freeman, Art Hodes, Benny Carter, McCoy Tyner, Billy Taylor, Mel Torme y Benny Goodman; y el festival atrajo a 125.000 asistentes durante sus siete noches.  

## Festivales posteriores

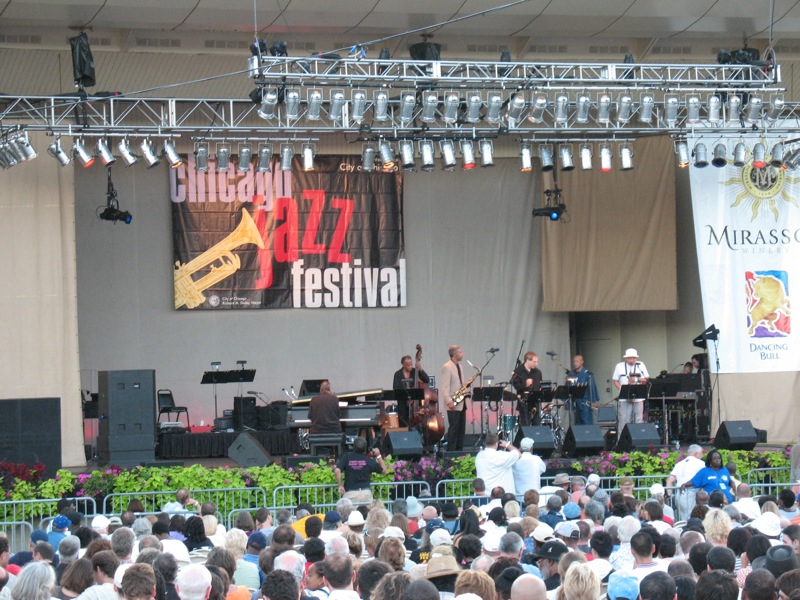
Festival de Jazz de Chicago en 2007

Durante muchos años, las actuaciones nocturnas completas del Festival se transmitieron en vivo, en 180 estaciones de radio públicas. Más tarde, se reunieron programas destacados para su posterior transmisión, hasta que WBEZ abandonó su transmisión de jazz durante mucho tiempo. 
Cada año, una vez finalizados los conciertos, numerosos músicos destacados del jazz de Chicago, como David Boykin, Fred Anderson, Dana Hall, Karl E. H. Seigfried y Keefe Jackson, organizan sesiones improvisadas, que a veces se extienden hasta altas horas de la noche y temprano en la mañana. 
El festival ahora es parte de una serie de conciertos y festivales que duran todo el verano, patrocinados por el Departamento de Asuntos Culturales y Eventos Especiales de la ciudad, incluidos Taste of Chicago y el Chicago Blues Festival. 
En 2017, el festival se trasladó del envejecido Petrillo Music Shell de Grant Park y sus escenarios laterales, donde se había celebrado durante más de 30 años, entre Monroe Street y Millennium Park, donde los artistas se presentaron en varios pabellones de espectáculos, así como en el cercano Centro Cultural de Chicago, el Ganz Hall de la Universidad Roosevelt y varios otros lugares.  Aunque esto proporcionó una mejor acústica en el lugar más nuevo, algunos críticos se quejaron de que el nuevo arreglo dispersaba innecesariamente las actuaciones, lo que hacía más difícil para los asistentes escuchar algunas de las sesiones debido a la distancia entre los lugares.
Debido a la pandemia de COVID-19, el festival de jazz hizo una pausa en 2020 y se presentó en una versión reducida en 2021, pero regresó con una programación completa en 2022.   

## Artistas
Entre los artistas que participaron se encuentran Miles Davis, Ella Fitzgerald, Anthony Braxton, Betty Carter, Lionel Hampton, la big band de Chico O'Farrill, Jimmy Dawkins, Johnny Frigo, Slide Hampton, Roy Haynes, Sarah Vaughan, Carmen McRae, BB King, Count Basie., Sun Ra, Stan Getz, Jimmy Smith, Dexter Gordon, Dizzy Gillespie, Kenny Burrell, Ornette Coleman y muchos otros. 